# HMS Conqueror (S48)
L'HMS Conqueror (Pennant number S48) è stato un sottomarino classe Churchill che servì nella Royal Navy britannica tra il 1971 ed il 1990. Venne costruito nei cantieri Cammell Laird di Birkenhead. Al 2023 è l'unico sottomarino nucleare ad aver ingaggiato una nave nemica con i siluri, colpendo l'incrociatore argentino General Belgrano con due vecchi siluri Mark 8 durante la guerra delle Falkland. L'unico altro sottomarino ad aver affondato una nave da guerra dalla fine della seconda guerra mondiale è stato il pachistano Hangor della Classe Daphné nel dicembre 1971 durante la guerra navale indo-pachistana.

## Servizio
Il Conqueror è stata la terza unità della sua classe, seguendo nell'ordine il Churchill e il Courageous. Lo scopo principale di questa classe di sottomarini era di fronteggiare la minaccia sovietica sul mare, controllando il passaggio dei sommergibili nucleari avversari nell'Atlantico.
Agli ordini del Comandante Chris Wreford-Brown, partecipò alla guerra delle Falkland, salpando dalla base navale di Faslane il 3 aprile 1982, giorno successivo all'invasione argentina delle isole. Il Conqueror giunse nella Zona di esclusione attorno alle Falkland ventuno giorni dopo, con l'ordine di perlustrare l'area in cerca di unità di superficie nemiche, in particolare la portaerei ARA Veinticinco de Mayo e l'incrociatore leggero ARA General Belgrano. Il 30 aprile avvistò l'incrociatore a sudovest delle isole, appena fuori della Zona di esclusione imposta dai britannici per proteggere il proprio gruppo da battaglia, mentre la Veinticinco de Mayo era in avvicinamento da nord.
Il Contrammiraglio Woodward, comandante delle forze britanniche, chiese al governo il permesso di affondare l'incrociatore nemico, che venne accordato dopo alcune discussioni. Nel frattempo l'unità argentina si era però allontanata dalle Falkland, a causa del mancato arrivo della portaerei. La ragione data per spiegare l'attacco fu il timore di essere oggetto di un attacco a tenaglia da parte dell'incrociatore da sud e della portaerei da nord. Inoltre il Belgrano sarebbe potuto sfuggire al Conqueror attraversando una zona di bassi fondali, tornando poi in direzione delle altre navi britanniche.
Il 2 maggio quindi il Conqueror lanciò sull'incrociatore nemico tre siluri, due dei quali andarono a segno. Venti minuti dopo l'impatto la nave iniziò ad affondare, venendo quindi abbandonata dall'equipaggio. A causa di un guasto elettrico la nave non riuscì neanche ad inviare un Mayday; a causa di questa mancanza e della scarsa visibilità i due cacciatorpediniere di scorta non si resero conto dell'accaduto per alcune ore. In totale rimasero uccisi 323 uomini. Nei giorni successivi all'attacco, l'unità dovette evitare i tentativi di individuazione da parte della Fuerza Aérea Argentina. Il Conqueror non partecipò ad altre azioni belliche, rimanendo però nella zona e fornendo preziosi dati sui movimenti degli aerei argentini in partenza dal continente sudamericano.
Dopo la fine della guerra il Conqueror tornò alla base di Faslane, esponendo il Jolly Roger, come di consuetudine nella Royal Navy in seguito ad un colpo andato a segno. L'unità partecipò ad altre azioni di guerra e venne radiata nel 1990. Il periscopio e la cabina del Comandante sono visibili nel museo della Royal Navy a Gosport.